# Du cidre pour les étoiles
Du cidre pour les étoiles est la 74e histoire de la série Spirou et Fantasio de Jean-Claude Fournier. Elle est publiée pour la première fois dans Spirou du no 1920 au no 1939.

## Résumé
Alors qu'ils viennent rendre visite au comte de Champignac un soir, Spirou et Fantasio rencontrent un barrage de gendarmes qui veulent éviter un attroupement à Champignac. Spirou et Fantasio peuvent passer car ils sont journalistes. À Champignac, d'étranges événements se produisent : les champignaciens voient des extraterrestres et les animaux s'affolent, ce que Spirou et Fantasio constatent par eux-mêmes avec des fuites d'animaux de ferme et trois étranges engins. Le maire, qui était en compagnie des gendarmes sur le barrage, est toujours aussi suspicieux vis-à-vis du comte. En arrivant au château, le comte leur apprend qu'il héberge trois Ksoriens, extraterrestres, en stage de mycologie, mais leur amour immodéré pour le cidre pousse ceux-ci à l'imprudence. Le comte utilise un casque spécial pour communiquer avec les Ksoriens.
Roz, l'un des Ksoriens, est blessé au fusil par Norbert Lingot, un fermier. Il parvient malgré tout à regagner le château et Spirou et le comte viennent le secourir.
Mais sa soucoupe est volée par des agents secrets étrangers qui ont assommé Fantasio sans que Spirou et le comte ne s'en rendent compte. Roz blessé réclame expressément du cidre quand Spirou lui met le casque sur la tête. Une patrouille entière de Ksoriens débarque alors, afin de la retrouver. Ils commencent par voler du cidre dans la ferme de Norbert Lingot. Celui-ci, qui commence à leur tirer dessus, est paralysé puis téléporté grâce à une sorte de cage. Ensuite, en se rendant chez le comte, un des Ksoriens aperçoit Fantasio rétabli dont il pense qu'il est un intrus et se lance à sa poursuite. Dans sa fuite, Fantasio croise Spirou et monte dans sa voiture. Mais la voiture est bientôt encerclée par les autres extraterrestres prévenus et il faut d'abord une intervention de Spip pour qu'ils puissent s'échapper puis une autre de Pacôme de Champignac pour qu'ils comprennent que Spirou et Fantasio sont des amis. Roz est sauvé et téléporté jusqu'à Ksor II, une station spatiale. Le comte de Champignac explique alors le procédé de transfert à Spirou inquiet après avoir vu Norbert Lingot disparaitre de la même manière.
Mais l'un des Ksoriens est enlevé à son tour. Les Ksoriens menacent de plonger toute la région dans un sommeil hypnotique pour retrouver le disparu, mais le comte de Champignac s'y oppose. Spirou et Fantasio retrouvent le véhicule des ravisseurs et les neutralisent lorsque l'un des agents armés est distrait par l'éclatement des vitres de la voiture après que le Ksorien prisonnier ait poussé un cri inaudible pour eux mais ultra-son. Le Ksorien est libéré.
Les extraterrestres emmènent les agents secrets avec eux. Dans le même temps, ils libèrent Norbert Lingot qui ne se souvient plus de rien. Ils sont en effet contraints de partir la nuit suivante car le maire du village, qui accuse à nouveau le comte de se livrer à des expériences de sorcellerie, affirme qu'il fera fouiller le château. Cependant, le fonctionnaire qui détenait le mandat de perquisition est retardé par une crevaison. Lorsque le lendemain matin, il obtient enfin le mandat, les Ksoriens sont déjà partis et l'armée ne trouve rien. Le maire se voit alors obligé de s'excuser auprès de Pacôme de Champignac. Plusieurs mois plus tard, Spirou et Fantasio apprennent en appelant le comte qu'il a acheté une cidrerie pour fournir cette boisson aux Ksoriens.
Le roman La Soupe aux choux de René Fallet, paru en 1980, présente quelques similitudes avec la BD de 1975. Fournier a dit à ce sujet : « Alors, je ne dis pas […] que Fallet m'a copié, mais si, par hasard, il s'était un peu inspiré de moi, ce serait le grand honneur ! »

## Personnages
- Spirou
- Fantasio
- Spip
- Le Comte de Champignac
- Le Maire de Champignac
- Duplumier
- Dupilon
- Les ksoriens (première apparition)
- Norbert Lingot, fermier

## Publication

### Revues
- Publié pour la première fois dans le journal de Spirou du no 1920 au no 1939.